# Цветан Енчев
Цветан Иванов Енчев е български политик и юрист от ДПС. Народен представител от Движението за права и свободи в XLV, XLVI, XLVII и XLVIII народно събрание. Той е арбитър в Арбитражния съд на Съюза на арбитрите в България.

## Биография
Цветан Енчев е роден на 21 октомври 1971 г. в град Етрополе, Народна република България. Завършва средно образование в техникум по строителство и архитектура "Г.С. Раковски", гр. Враца. Висше образование - специалност „Право“ в Софийският университет „Св. Климент Охридски“.
В периода от 2002 до 2004 г. е старши юрисконсулт и главен юрисконсулт в Министерския съвет. През 2004-2005 г. е съветник на министъра в Министерството на здравеопазването. През 2006-2008 г. е инспектор и директор на дирекция в Комисията за установяване на имущество, придобито от престъпна дейност. през 2008-2009 г. е юрисконсулт в Агенцията по геодезия, картография и кадастър. През 2013-2014 г. е началник на политическия кабинет на министъра в Министерството на околната среда и водите.
От 1 август 2014 г. е началник на кабинета на Председателя на Комисията по регионално развитие (REGI), а от 15 октомври 2015 г. е акредитиран парламентарен асистент в Комисията по регионално развитие (REGI) в Европейския парламент.
От 18 юли 2016 г. работи в Сдружение „Толерантност“, където първоначално е секретар, а от 22 юни 2017 г. е избран за изпълнителен директор.